# Эверс, Тони
Э́нтони Сти́вен Эверс (также — И́верс; англ. Anthony Steven Evers; род. 5 ноября 1951, Плимут, Висконсин) — американский политик-демократ. 46-й губернатор штата Висконсин с 7 января 2019 года.

## Политическая программа
Имея за плечами биографию школьного учителя, директора и суперинтенданта образования штата, Иверс сосредоточил внимание на усилении образования. Пережив онкологическое заболевание, Иверс отстаивает необходимость расширения расходов на здравоохранение. Также Иверс привлек избирателей обещанием исправить бедственное положение дорожной сети и мостов. В качестве возможного финансирования дорожных работ обсуждается специальный налог на бензин. Также Иверс предполагает сокращение налогов на беднейших жителей штата за счёт урезания льгот предпринимателям и фермерам.